# Séduction (film)
Cet article concerne le film italien. Pour le comportement, voir Séduction.
Pour le film muet tchèque, voir Séduction (film, 1929).
Pour plus de détails, voir Fiche technique et Distribution.
Séduction (titre original : La seduzione) est un film italien réalisé par Fernando Di Leo et sorti en 1973.

## Synopsis
De retour en Italie après avoir passé 15 ans en France pour son travail de journaliste, Giuseppe est aussi motivé par le désir de retrouver Caterina, son ancienne petite amie. Cette jeune veuve vit avec sa fille Graziella, une adolescente, qui est fascinée par Giuseppe, et entame un jeu de séduction, ce qui conduit à une liaison amoureuse. Quand Caterina découvre le pot aux roses, elle consent cependant à partager l'homme avec sa fille. Survient une troisième femme, pour laquelle Giuseppe trahit les deux premières, ce qui va provoquer son assassinat par Caterina.

## Fiche technique
- Titre original : La seduzione
- Titre français : Séduction
- Réalisation : Fernando Di Leo
- Scénario : Fernando Di Leo, Luisa Montagnana, Valentino Bompiani et Ercole Patti
- Directeur de la photographie : Franco Villa
- Musique : Luis Bacalov
- Montage : Amedeo Giomini
- Sociétés de production : Daunia
- Genre : Drame
- Durée : 99 minutes
- Date de sortie : 30 octobre 1973

## Distribution
- Maurice Ronet : Giuseppe Lagana
- Lisa Gastoni : Caterina
- Jenny Tamburi : Graziella
- Pino Caruso Alfredo
- Graziella Galvani : Luisa